# Contact TV
Contact Télévision, plus connue sous le nom CTV, est une ancienne chaîne lancée en 1994 sur le câble puis le 21 avril 1997 sur Canalsatellite au canal 38 puis 96. Sa diffusion a cessé en 2002.

## Histoire
Pierre Bellanger lance la chaine en 1994 sur le câble parisien, la chaine consiste à diffuser des petites annonces à la télévision, qui rencontrera un succès.
En 1996 le bouquet Canalsatellite, fraichement lancé, récupère l'exclusivité de la chaine au grand dam de TF1, M6 ou encore Suez et France Télécom, tous 4 propriétaires du bouquet TPS devant être lancé fin 1996.
À ses débuts, la chaine était diffusée en canal partagé de 8 h 30 à 11 h.
France Télécom entrera dans le capital de la chaine, qui aura son canal plein en 1997.
Petit à petit, les actionnaires délaissent la chaine, qui finit par être en 2000 à Infogrames qui l'arrêtera en 2002.

## Sources
- Cursus de P. Bellanger
- Lancement de CTV sur Canalsatellite en 1996
- Descriptif de la chaine sur le site Canalsatellite